# Saison 2018 de l'équipe cycliste Lotto-Soudal
La saison 2018 de l'équipe cycliste Lotto-Soudal est la septième de cette équipe.

## Préparation de la saison 2018

### Sponsors et financement de l'équipe
Depuis son lancement en 2012, l'équipe a pour principal sponsor la loterie nationale belge Lotto. L'entreprise Soudal, fabricant de mastics et silicones, est sponsor de l'équipe depuis 2013 et deuxième sponsor-titre depuis 2015. Ces deux sponsors principaux sont engagés jusque 2020.
Le maillot, toujours fourni par Vermarc, diffère de celui des saisons précédentes, à dominante rouge. La moitié basse du maillot est désormais blanche, la moitié haute rouge, et le logo Lotto-Soudal  occupe le centre, devant comme derrière. Des bulles de différentes couleurs ornent le bas du dos. Sur le cuissard noir, le logo de Soudal apparaît à l'arrière, celui de Lotto sur le côté.  La manche gauche du maillot et le bord gauche du cuissard arborent un drapeau belge. Ces vêtements sont les mêmes que ceux portés par l'équipe féminine,.

### Arrivées et départs
Sept coureurs quittent l'équipe et cinq sont recrutés. Deux « cadres » de Lotto-Soudal partent : Tony Gallopin chez AG2R La Mondiale et Jürgen Roelandts chez BMC.
Deux des recrues, Harm Vanhoucke et Bjorg Lambrecht, viennent de l'équipe espoirs Lotto-Soudal U23. Harm Vanhoucke intègrera l'équipe en juillet 2018.
| Arrivées           | Équipe 2017                  |
| ------------------ | ---------------------------- |
| Victor Campenaerts | LottoNL-Jumbo                |
| Jens Keukeleire    | Orica-Scott                  |
| Bjorg Lambrecht    | Lotto-Soudal U23             |
| Lawrence Naesen    | WB Veranclassic-Aqua Protect |
| Harm Vanhoucke     | Lotto-Soudal U23             |

| Départs          | Équipe 2018             |
| ---------------- | ----------------------- |
| Kris Boeckmans   | Vital Concept           |
| Sean De Bie      | Vérandas Willems-Crelan |
| Bart De Clercq   | Wanty-Groupe Gobert     |
| Tony Gallopin    | AG2R La Mondiale        |
| Jürgen Roelandts | BMC                     |
| Rafael Valls     | Movistar                |
| Louis Vervaeke   | Sunweb                  |

## Coureurs et encadrement technique

### Effectif
| Cycliste           | Date de naissance | Nationalité | Équipe 2017                  |  |
| ------------------ | ----------------- | ----------- | ---------------------------- |  |
| Sander Armée       | 10 décembre 1985  | Belgique    | Lotto-Soudal                 |  |
| Lars Bak           | 16 janvier 1980   | Danemark    | Lotto-Soudal                 |  |
| Tiesj Benoot       | 11 mars 1994      | Belgique    | Lotto-Soudal                 |  |
| Victor Campenaerts | 28 octobre 1991   | Belgique    | LottoNL-Jumbo                |  |
| Jasper De Buyst    | 24 novembre 1993  | Belgique    | Lotto-Soudal                 |  |
| Thomas De Gendt    | 6 novembre 1986   | Belgique    | Lotto-Soudal                 |  |
| Jens Debusschere   | 20 août 1989      | Belgique    | Lotto-Soudal                 |  |
| Frederik Frison    | 28 juillet 1992   | Belgique    | Lotto-Soudal                 |  |
| André Greipel      | 16 juillet 1982   | Allemagne   | Lotto-Soudal                 |  |
| Adam Hansen        | 11 mai 1981       | Australie   | Lotto-Soudal                 |  |
| Moreno Hofland     | 31 août 1991      | Pays-Bas    | Lotto-Soudal                 |  |
| Jens Keukeleire    | 23 novembre 1988  | Belgique    | Orica-Scott                  |  |
| Bjorg Lambrecht    | 2 avril 1997      | Belgique    | Lotto-Soudal U23             |  |
| Nikolas Maes       | 9 avril 1986      | Belgique    | Lotto-Soudal                 |  |
| Tomasz Marczyński  | 6 mars 1984       | Pologne     | Lotto-Soudal                 |  |
| Rémy Mertz         | 17 juillet 1995   | Belgique    | Lotto-Soudal                 |  |
| Maxime Monfort     | 14 janvier 1983   | Belgique    | Lotto-Soudal                 |  |
| Lawrence Naesen    | 28 août 1992      | Belgique    | WB Veranclassic-Aqua Protect |  |
| James Shaw         | 13 juin 1996      | Royaume-Uni | Lotto-Soudal                 |  |
| Marcel Sieberg     | 30 avril 1982     | Allemagne   | Lotto-Soudal                 |  |
| Tosh Van der Sande | 28 novembre 1990  | Belgique    | Lotto-Soudal                 |  |
| Jelle Vanendert    | 19 février 1985   | Belgique    | Lotto-Soudal                 |  |
| Jelle Wallays      | 11 mai 1989       | Belgique    | Lotto-Soudal                 |  |
| Tim Wellens        | 15 mai 1991       | Belgique    | Lotto-Soudal                 |  |
| Enzo Wouters       | 21 mars 1996      | Belgique    | Lotto-Soudal                 |  |

- Stagiaires

À partir du 1er août 2018
| Coureur         | Date de naissance | Nationalité | Équipe |
| --------------- | ----------------- | ----------- | ------ |
| Stan Dewulf     | 20-12-1997        | Belgique    | -      |
| Gerben Thijssen | 21-06-1998        | Belgique    | -      |
| Brent Van Moer  | 12-01-1998        | Belgique    | -      |

### Encadrement
Paul De Geyter, agent de coureurs (Frank Vandenbroucke, Johan Museeuw, Tom Boonen, et Michael Matthews) depuis la fin des années 1990, est engagé pour occuper le nouveau poste de  manager général, supérieur hiérarchiquement au manager sportif Marc Sergeant.

## Bilan de la saison

### Victoires
| Date       | Course                                      | Pays        | Classe | Vainqueur          |
| ---------- | ------------------------------------------- | ----------- | ------ | ------------------ |
| 16/01/2018 | 1re étape du Tour Down Under                | Australie   | 2.UWT  | André Greipel      |
| 21/01/2018 | 6e étape du Tour Down Under                 | Australie   | 2.UWT  | André Greipel      |
| 26/01/2018 | Trofeo Serra de Tramontana                  | Espagne     | 1.1    | Tim Wellens        |
| 27/01/2018 | 6e étape du Tour de San Juan                | Argentine   | 2.HC   | Jelle Wallays      |
| 17/02/2018 | 4e étape du Tour d'Andalousie               | Espagne     | 2.HC   | Tim Wellens        |
| 18/02/2018 | Classement du Tour d'Andalousie             | Espagne     | 2.HC   | Tim Wellens        |
| 03/03/2018 | Strade Bianche                              | Italie      | 1.UWT  | Tiesj Benoot       |
| 21/03/2018 | 3e étape du Tour de Catalogne               | Espagne     | 2.UWT  | Thomas De Gendt    |
| 11/04/2018 | Flèche brabançonne                          | Belgique    | 1.HC   | Tim Wellens        |
| 26/04/2018 | 2e étape du Tour de Romandie                | Espagne     | 2.UWT  | Thomas De Gendt    |
| 08/05/2018 | 4e étape du Tour d'Italie                   | Italie      | 2.UWT  | Tim Wellens        |
| 09/05/2018 | 2e étape des Quatre Jours de Dunkerque      | France      | 2.HC   | André Greipel      |
| 12/05/2018 | 5e étape des Quatre Jours de Dunkerque      | France      | 2.HC   | André Greipel      |
| 23/05/2018 | 1re étape du Tour de Belgique               | Belgique    | 2.HC   | André Greipel      |
| 24/05/2018 | 2e étape du Tour de Belgique                | Belgique    | 2.HC   | André Greipel      |
| 24/05/2018 | 3e étape du Tour des Fjords                 | Norvège     | 2.HC   | Bjorg Lambrecht    |
| 26/05/2018 | 4e étape du Tour de Belgique                | Belgique    | 2.HC   | Jelle Vanendert    |
| 27/05/2018 | Tour de Belgique                            | Belgique    | 2.HC   | Jens Keukeleire    |
| 21/06/2018 | Championnat de Belgique du contre-la-montre | Belgique    | CN     | Victor Campenaerts |
| 29/07/2018 | 2e étape du Tour de Wallonie                | Belgique    | 2.HC   | Tim Wellens        |
| 1/08/2018  | 2e étape du Tour de Wallonie                | Belgique    | 2.HC   | Jens Debusschere   |
| 1/08/2018  | Classement général du Tour de Wallonie      | Belgique    | 2.HC   | Tim Wellens        |
| 2/09/2018  | 1re étape du Tour de Grande-Bretagne        | Royaume-Uni | 2.HC   | André Greipel      |
| 5/09/2018  | 4e étape du Tour de Grande-Bretagne         | Royaume-Uni | 2.HC   | André Greipel      |
| 13/09/2018 | 18e étape du Tour d'Espagne                 | Espagne     | WT     | Jelle Wallays      |

### Résultats sur les courses majeures
Les tableaux suivants représentent les résultats de l'équipe dans les principales courses du calendrier international (les cinq classiques majeures et les trois grands tours). Pour chaque épreuve est indiqué le meilleur coureur de l'équipe, son classement ainsi que les accessits glanés par Lotto-Soudal sur les courses de trois semaines.

#### Classiques
| Classique            | Milan-San Remo         | Tour des Flandres | Paris-Roubaix          | Liège-Bastogne-Liège  | Tour de Lombardie |
| -------------------- | ---------------------- | ----------------- | ---------------------- | --------------------- | ----------------- |
| Coureur (classement) | Jens Debusschere (22e) | Tiesj Benoot (8e) | Jens Debusschere (10e) | Jelle Vanendert (11e) | Tim Wellens (5e)  |

#### Grands tours
| Grand tour           | Tour d'Italie                    | Tour de France        | Tour d'Espagne                                                                  |
| -------------------- | -------------------------------- | --------------------- | ------------------------------------------------------------------------------- |
| Coureur (classement) | Sander Armée (57e)               | Thomas De Gendt (65e) | Maxime Monfort (42e)                                                            |
| Accessits            | 1 victoire d'étape (Tim Wellens) | -                     | 1 victoire d'étape (Jelle Wallays), Grand Prix de la montagne (Thomas De Gendt) |